# زير نسة زيزي (لوداب)
زیر نسة زیزي (بالفارسية: زیرنسه زیزی) هي قرية تقع في إيران في قسم لوداب الريفي. يقدر عدد سكانها بـ 22 نسمة .